# Ellen Nikolaysen
Ellen Helen Nikolaysen, född 10 december 1951 i Oslo, är en norsk skådespelare och sångare. 

## Karriär
Ellen Nikolaysen gav ut flera skivor på 1970-talet, och medverkade i Norska melodifestivalen som medlem i gruppen Bendik Singers 1973, och som soloartist 1975. Hon blev speciellt populär i Japan då hon vann World Popular Song Festival i Tokyo 1974 med låten "You Made Me Feel I Could Fly".
Sin scendebut gjorde hon som Snövit i Tor Åge Bringsværds Alice lengtar tilbake (1987). Genombrottet kom som mrs. Lovett i Stephen Sondheims musikal Sweeney Todd 1991, och hon har sedan dess haft stora roller som Polly Peachum i Bertolt Brechts och Kurt Weills Tolvskillingsoperan (1992) och Nancy i Lionel Barts Oliver på Chateau Neuf (1992). Åren 1993–1994 var hon med i revyn Dizzie og Damene på Chateau Neuf.

## Diskografi (urval)
Studioalbum
- 1972 – Stans! Jeg vil gi deg en sang
- 1973 – Freckles
- 1974 – Stereo Dance Party
- 1976 – Kom
- 1977 – Jul med Ellen og Hans Petter (Hans Petter Hansen & Ellen Nikolaysen)
- 1983 – Songar utan ord (med Sigmund Groven)
- 1987 – Julekvad

Singlar
- 1972 – "Frida her, Frida der" / "Hvem slukket solen"
- 1974 – "Spielt Musikanten" / "Was der Wind erzählt"
- 1974 – "夢みる心地 (You Made Me Feel I Could Fly)" / "ジス・イズ・ユア・ライフ (This Is Your Life)"
- 1975 – "Touch My Life" / "You Made Me Feel I Could Fly"
- 1975 – "Wer liebt kommt wieder" / "Aber du"
- 1977 – "Sommerzeit" / "Du bist nicht mehr, was du mal warst, Boy"

## Filmografi (urval)
- 1975 – Faneflukt
- 1993 – Solens sønn og månens datter (TV-serie)
- 2002 – Sejer - Djevelen holder lyset (TV-serie)